# We Are Never Ever Getting Back Together
„We Are Never Ever Getting Back Together” – utwór amerykańskiej wokalistki Taylor Swift z jej czwartego albumu studyjnego zatytułowanego Red. Piosenka została napisana przez Swift oraz Maxa Martina i Shellbacka. Produkcją utworu zajęli się Martin i Shellback. 
„We Are Never Ever Getting Back Together” jest piosenką popową zawierającą elementy gitary akustycznej oraz syntezatorów. Produkcja odchodzi od dotychczasowego stylu wokalistki, który był ukierunkowany na muzykę country. Tekst opowiada o frustracji piosenkarki wobec jej byłego chłopaka, który chce odnowić związek. Utwór otrzymał mieszane recenzje od krytyków muzycznych: niektórzy chwalili chwytliwą, radiową zadziorność piosenki, podczas gdy inni nie dostrzegli poprzedniej pracy Swift, opartej głównie na gitarze. Produkcja okazała się ogromnym sukcesem komercyjnym, zajmując pierwsze miejsce w światowej liście iTunes i stając się najszybciej sprzedającym się cyfrowym singlem w historii, pokonując Born This Way Lady Gagi. Jest to pierwsza piosenka w karierze Swift, która zajęła pierwsze miejsce na amerykańskiej liście Billboard Hot 100 i to już w pierwszym tygodniu po wydaniu singla.